# 이레네 파파스
이레네 파파스(그리스어: Ειρήνη Παππά, Ειρήνη Λελέκου, 영어: Irene Papas, Irene Lelekou, 1926년 9월 3일~2022년 9월 14일)는 그리스의 배우, 가수이다. 영화 《나바론의 요새》와 영화 《그리스인 조르바》를 통해 전 세계적으로 이름을 알렸다. 위 작품들 외에도 영화 《트로이의 여인들》, 《이피게네이아》, 《안티고네》를 통해 존재력을 과시한 그리스의 대배우 중 한 명이다.

## 출연 작품
- 토킹 픽처(2003)
- 코렐리의 만돌린(2001)
- 불안(영어판)(1998)
- 오딧세이(1997)
- 파티(영어판)(1996)
- 스위트컨트리(1987)
- 하이 시즌(1987)
- 죽음의 연대기(1987)
- 밤의 미녀(1985)
- 어시지 언더그라운드(1985)
- 사막의 라이온(1981)
- 혈선(1979)
- 이피게니아(1977)
- 예언자 마호메트(1976)
- 모세(1975)
- 수체스카(1973)
- 로마 베네(1971)
- 어 드림 오브 킹스(1969)
- 제트(1969)
- 천일의 앤(1969)
- 마피아 형제들(1968)
- 시칠리아의 음모(1967)
- 문 스피너스(1964)
- 희랍인 조르바(1964)
- 엘렉트라(1962)
- 나바론 요새(1961)
- 트리뷰 투 어 배드 맨(1956)
- 데오도라(1954)
- 디 언페이스펄(1953)